# Cyathea hancockii
El Cyathea hancockii es una especie de helecho nativo de las Islas Ryūkyū, Japón, Taiwán y Hong Kong. El epíteto específico hancockii conmemora a William Hancock (1847-1914), que recogió numerosas plantas en Japón, China y el sudeste asiático. Crece en los bosques, en las riberas, y en los márgenes del bosque a una altura de unos 600 metros o más.

## Descripción
El tronco de la planta Cyathea hancockii es postrado o corto y erecto. Las frondas pueden ser bipinnadas o tripinnadas y hasta 1,5 m de longitud. Es característico de esta especie, ser el más bajo de los pinnados. El raquis y estipe son brillantes, de marrón o púrpura-marrón oscuro en su coloración, y tienen escamas y pelos en la superficie superior. Estas escalas son de color marrón, lineales y tienen bases redondeadas. El soro se produce en dos filas, una a cada lado de la vena central de pinnule y carece de indusios.

## Cultivo
El Cyathea hancockii ha entrado en el cultivo, aunque todavía es muy raro. Esta especie puede sobrevivir a temperaturas heladas, pero lo ideal sería que se cultiva en humus y bajo techo. Las plantas necesitan ser regadas bien y con un suministro constante de humedad.